# زورق الدورية صنعاء
صنعاء هي زورق دورية تم بناؤه في أحواض بولينجر لبناء السفن لخفر السواحل اليمني. ولديها سفينة شقيقة واحدة هي هي عدن.    تستخدم السفن نفس تصميم فئة الحماية البحرية لزوارق دورية خفر سواحل الولايات المتحدة. 